# Rochefort (Belgia)
Rochefort (valonă Rotchfoirt) este un oraș francofon din regiunea Valonia din Belgia. Comuna Rochefort este formată din localitățile Rochefort, Ave-et-Auffe, Buissonville, Éprave, Han-sur-Lesse, Jemelle, Lavaux-Sainte-Anne, Lessive, Mont-Gauthier, Villers-sur-Lesse, Wavreille, Laloux și Belvaux. Suprafața sa totală este de 165,27 km². La 1 ianuarie 2008 comuna avea o populație totală de 12.097 locuitori. 
Comuna Rochefort se învecinează cu comunele Marche-en-Famenne, Nassogne, Tellin, Wellin, Beauraing, Ciney și Houyet.

## Localități înfrățite
- Elveția: Morges;
- Franța: Saint-Gervais-les-Bains;
- Statele Unite ale Americii: Broussard, Louisiana;
- Format:România: Toplița.